# Paul-Joseph Le Moyne de Longueuil
Paul-Joseph Le Moyne de Longueuil (17 septembre 1701-12 mai 1778), officier dans les troupes de la Marine et gouverneur de Trois-Rivières. 

## Biographie
Il était le fils de Paul-Joseph Le Moyne de Longueuil est le huitième fils de Charles II Le Moyne et de Claude-Élisabeth Souard. 
En 1717, Le Moyne de Longueuil entreprend sa carrière militaire en France. 
En 1719 il est nommé lieutenant dans le régiment de Normandie. 
En 1726, il rentre au Canada. Il est nommé aussitôt commandant du Fort Frontenac.
Il épouse à Montréal, le 19 octobre 1728, Marie-Geneviève Joybert de Soulanges, seigneuresse de Soulanges. Leur fils aîné, Joseph-Dominique-Emmanuel Le Moyne de Longueuil hérite des deux seigneuries et put les réunir.
Le 21 avril 1734, il devint le premier seigneur de la Nouvelle-Longueuil. Cette colonie de l'ouest de la Montérégie fut nommée après son nom, ou bien l'endroit d'où sa famille venait: la baronnie de Longueuil. 
En 1739, il est nommé commandant du Fort Saint Frédéric.
En 1743, il est nommé commandant du Fort Détroit.
En 1744, il déjoue une conspiration britannique qui visait à soulever les Amérindiens de la région des Grands Lacs contre le Fort Détroit. Seule la tribu du chef Orontony afficha ouvertement son hostilité aux Français. Orontony s'éloigna du Fort Détroit et établit un camp fortifié qu'il fit incendier avant l'arrivée des troupes françaises. Les Français édifièrent à cet endroit le Fort Sandoské. À cette même époque, le 24 avril 1744, on lui accorde la croix de Saint-Louis.
Dans les années 1750, il participa à plusieurs expéditions militaires.
Le 1er mai 1757, il fut nommé gouverneur de Trois-Rivières. Il fortifia la ville. 
En 1759, les navires anglais passèrent devant Trois-Rivières, en évitant de l'attaquer, afin d'atteindre Montréal.
Après le traité de Paris de 1763, il s'en retourna en France et devint en 1764 responsable des officiers canadiens en Touraine. Il revint au Canada régler sa succession avec sa famille qui était restée dans ce pays, puis s'en retourna définitivement en France en 1766.
Il meurt à Port-Louis le 12 mai 1778.